# ESTP
Pour les articles homonymes, voir Estp.
ESTP (acronyme en anglais « extraversion, sensation, thinking, perception », signifiant : extraversion, sensation, pensée, perception) est une abréviation utilisée dans le cadre du Myers-Briggs Type Indicator (MBTI) au sujet de l'un des 16 types psychologiques du test. Il est l'un des quatre types appartenant au tempérament Artisan. Les ESTP constituraient 4,3 % de la population.

## Préférences du ESTP
- E — Extraversion préférée à l'introversion : les ESTP aiment interagir avec les autres. Ils « gagnent » en énergie par le contact avec autrui et aiment posséder un large cercle de connaissances[3].
- S — Sensation préférée à l'intuition : les ESTP raisonnent davantage par le concret que par l'abstrait. Ils concentrent leur attention sur les détails plutôt que sur une vision globale des choses, et sur les réalités immédiates plutôt que sur les possibilités futures[4].
- T — Pensée (en anglais : thinking) préférée au sentiment : les ESTP placent les critères objectifs au-dessus des préférences personnelles. Lorsqu'ils prennent une décision, ils accordent une importance plus grande à la logique qu'à des considérations sociales et/ou passionnelles[5].
- P — Perception préférée au jugement : les ESTP retiennent leur jugement et mettent du temps à prendre des décisions importantes, préférant garder un maximum de possibilités ouvertes au cas où les circonstances changeraient[6].

## Caractéristiques

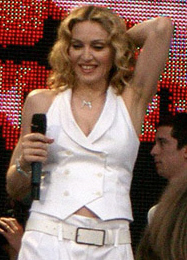
Le côté rebelle et autopromotionnel de Madonna peut correspondre à la personnalité d'un individu ESTP,.

D'après le Myers-Briggs, les ESTP apprennent sur le tas, vivent dans le moment présent, cherchent activement ce qu'ils peuvent obtenir de mieux dans la vie et aiment le partager avec leurs amis. Ils sont ouverts aux situations, capables d'improviser pour atteindre leurs objectifs, et préfèrent résoudre directement leurs problèmes plutôt que de passer du temps à en discuter.
D'après David Keirsey, les ESTP (qu'il appelle « promoteurs ») sont le type le plus efficace lorsqu’il s'agit d'influencer autrui. Promouvoir, dans cette optique, consiste à manœuvrer autrui pour les amener à la position que l'on désire. Concrets dans leur discours et utilitaires dans l'action, les ESTP peuvent opérer de manière lisse, à la fois discrète et évidente, parce que naturelle à leurs yeux. Ils connaissent tout ce qui peut s'avérer (ou est) important pour eux. Plein de ressources, animés par un tempérament sémillant, les ESTP savent ce qu'il faut faire et où est l'action. Ils aiment s'impliquer dans les choses les plus fines et amener d'autres personnes avec eux. Leur but essentiel, dans la vie, est de se vendre, eux-mêmes et leurs idées, à d'autres. Ils savent être drôles, charmants, sophistiqués, tout en pouvant être considérés comme des fauteurs de troubles ou des gens imprévisibles. Enthousiastes et convaincants, ils font en général d'excellents vendeurs et des entrepreneurs à succès. Dramatiques et débonnaires, ils sont aussi très doués pour amener les autres à se confier.
Toujours d'après Keirsey, si l'on se fonde sur des observations du comportement, des personnes comme John F. Kennedy, Theodore Roosevelt, Madonna, Cristiano Ronaldo, Épicure, Manuel Neuer, le Marquis de Sade, Fares Leo ou encore Donald Trump pourraient être ou avoir été ESTP.

## Fonctions cognitives
D'après les développements les plus récents, les fonctions cognitives des ESTP s'articulent comme suit :
DominanteSensation extravertie (Se)
La sensation extravertie se concentre sur les expériences et les sensations du monde physique et immédiat. Pourvue d'une conscience aigüe de ce qui entoure l'individu, elle lui apporte des faits et des détails pouvant constituer le moteur d'actions spontanées.
AuxiliairePensée introvertie (Ti)
La pensée introvertie recherche la précision, par exemple celle du mot juste pour exprimer une idée avec exactitude. Elle remarque les menues distinctions qui définissent l'essence des choses, puis les analyse et en opère la classification. La pensée introvertie examine une situation sous tous les aspects, cherche à résoudre des problèmes avec le minimum d'efforts et de risques. Elle recourt à des modèles pour remédier aux flottements et inconsistances du raisonnement logique.
TertiaireSentiment extraverti (Fe)
Le sentiment extraverti recherche le lien social et créée d'harmonieuses interactions par un comportement poli et adapté. Il répond aux désirs explicites (et implicites) des autres, ce qui peut donner lieu à un conflit interne entre les propres besoins du sujet et le désir de satisfaire ou de comprendre ceux des autres.
InférieureIntuition introvertie (Ni)
Attirée par des dispositifs ou actions symboliques, l'intuition introvertie opère la synthèse de couples de contraires pour créer dans l'esprit des images neuves. De ces réalisations provient une certaine forme de certitude, qui demande des actions ou des expériences pour nourrir une éventuelle vision de l'avenir ; de telles réalisations peuvent inclure des systèmes complexes ou des vérités universelles.

### Fonctions secondaires
D'après les développements les plus récents, notamment les travaux de Linda V. Berens, ces quatre fonctions additionnelles ne sont pas celles auxquelles les individus tendent naturellement, mais peuvent émerger en situation de stress. Pour les ESTP, ces fonctions s'articulent comme suit :
- Sensation introvertie (Si): La sensation introvertie collecte les données du moment présent et les compare avec celles des expériences passés. Ce processus fait remonter à la surface des sentiments associés à des souvenirs que le sujet revit en se les remémorant. Cherchant à protéger ce qui lui est familier, la sensation introvertie identifie dans l'histoire des buts et des attentes en vue d'évènements futurs[15].
- Pensée extravertie (Te): La pensée extravertie organise et planifie les idées pour assurer une poursuite efficace et productive d'objectifs donnés. Elle cherche des explications logiques aux actions, évènements et conclusions, et y identifie de possibles erreurs ou sophismes[16].
- Sentiment introverti (Fi): Le sentiment introverti filtre les informations à partir d'interprétations sur la valeur, formant des jugements en accord avec des critères souvent intangibles. Cette fonction balance constamment entre deux impératifs différents, tels que le désir d'harmonie et celui d'authenticité. Adapté aux distinctions subtiles, le sentiment introverti sent instinctivement ce qui est vrai ou faux dans une situation donnée[17].
- Intuition extravertie (Ne): L'intuition extravertie trouve et interprète le sens caché d'un objet, d'un propos ou d'une situation, raisonnant à partir de la question « et si…? » pour explorer d'éventuelles alternatives et faire coexister de multiples possibilités. Ce jeu de l'imagination tisse la toile de l'expérience et d'une certaine perspicacité pour former un nouveau schéma d'ensemble, qui peut devenir un catalyseur pour l'action[18].

## ESTP célèbres
Bien que seul le passage du test MBTI permette d'identifier avec certitude un type de personnalité, plusieurs praticiens ont tenté de déterminer le type de certains personnages célèbres à partir d'éléments biographiques. Le psychologue américain David Keirsey a ainsi identifié de nombreux ESTP célèbres.

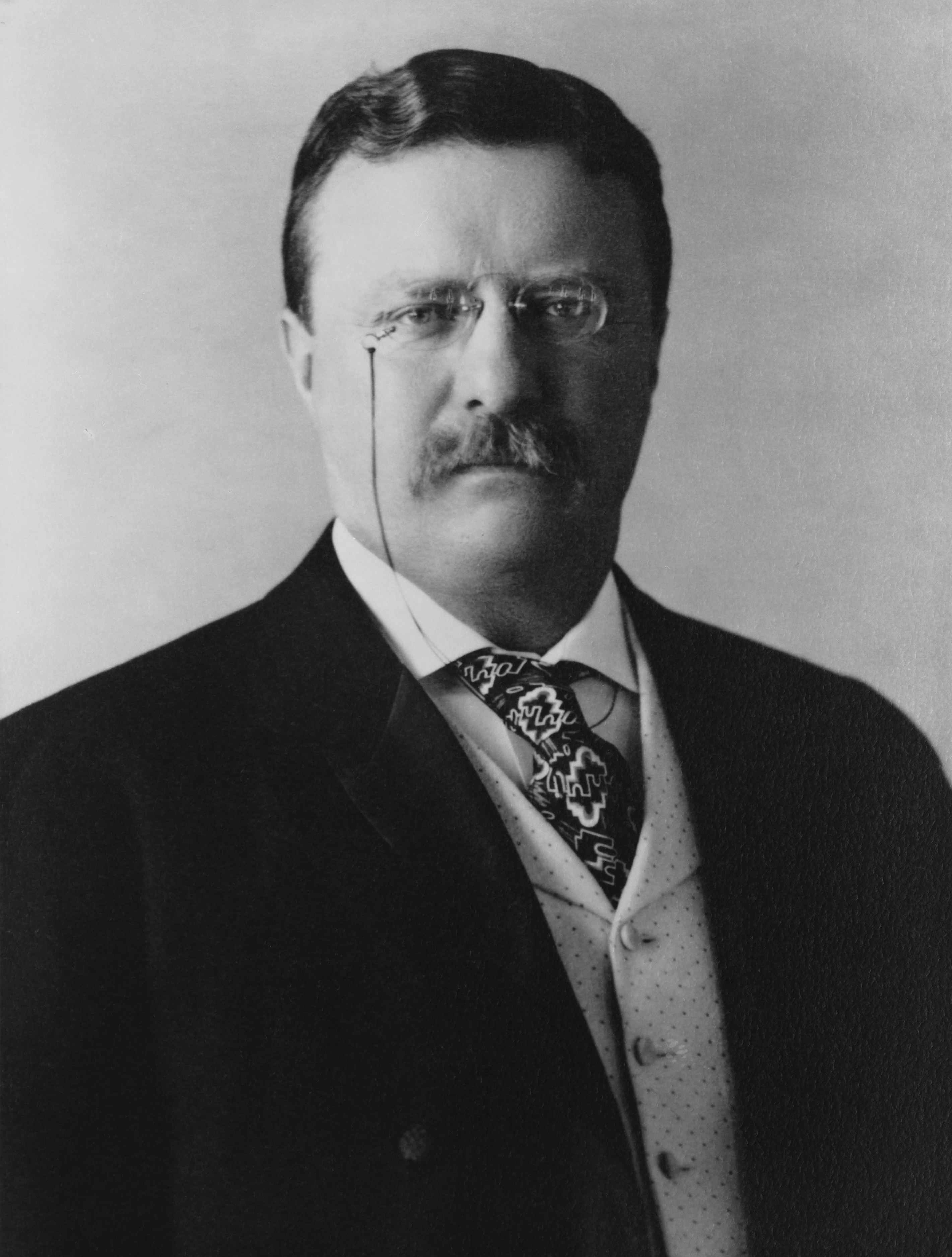
Theodore Roosevelt, Président américain.
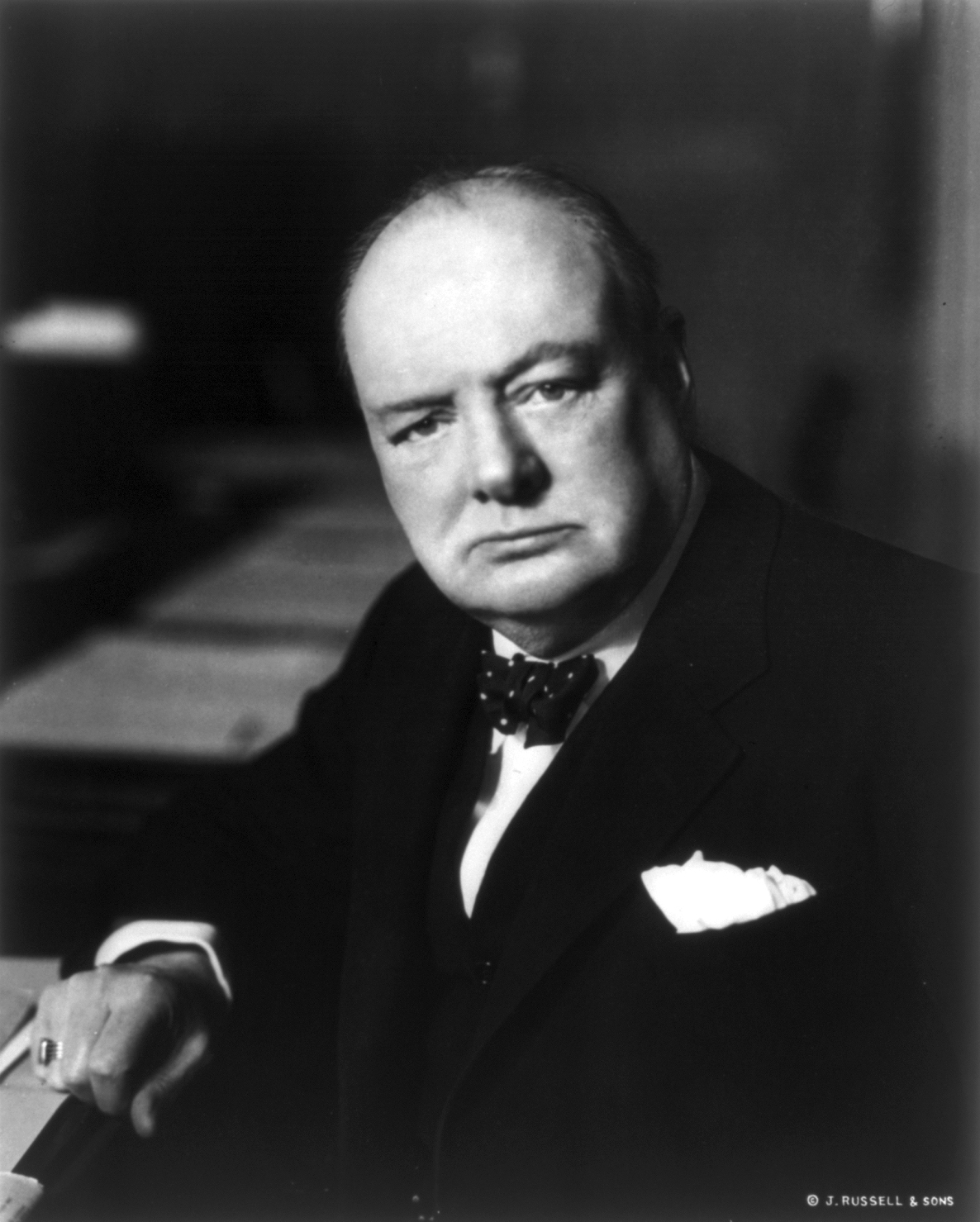
Winston Churchill, écrivain et Premier ministre britannique.
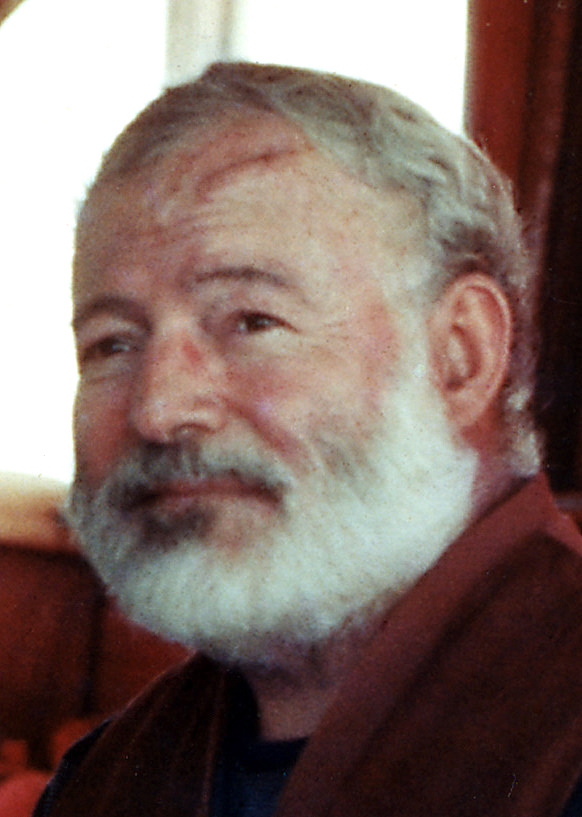
Ernest Hemingway, écrivain américain.
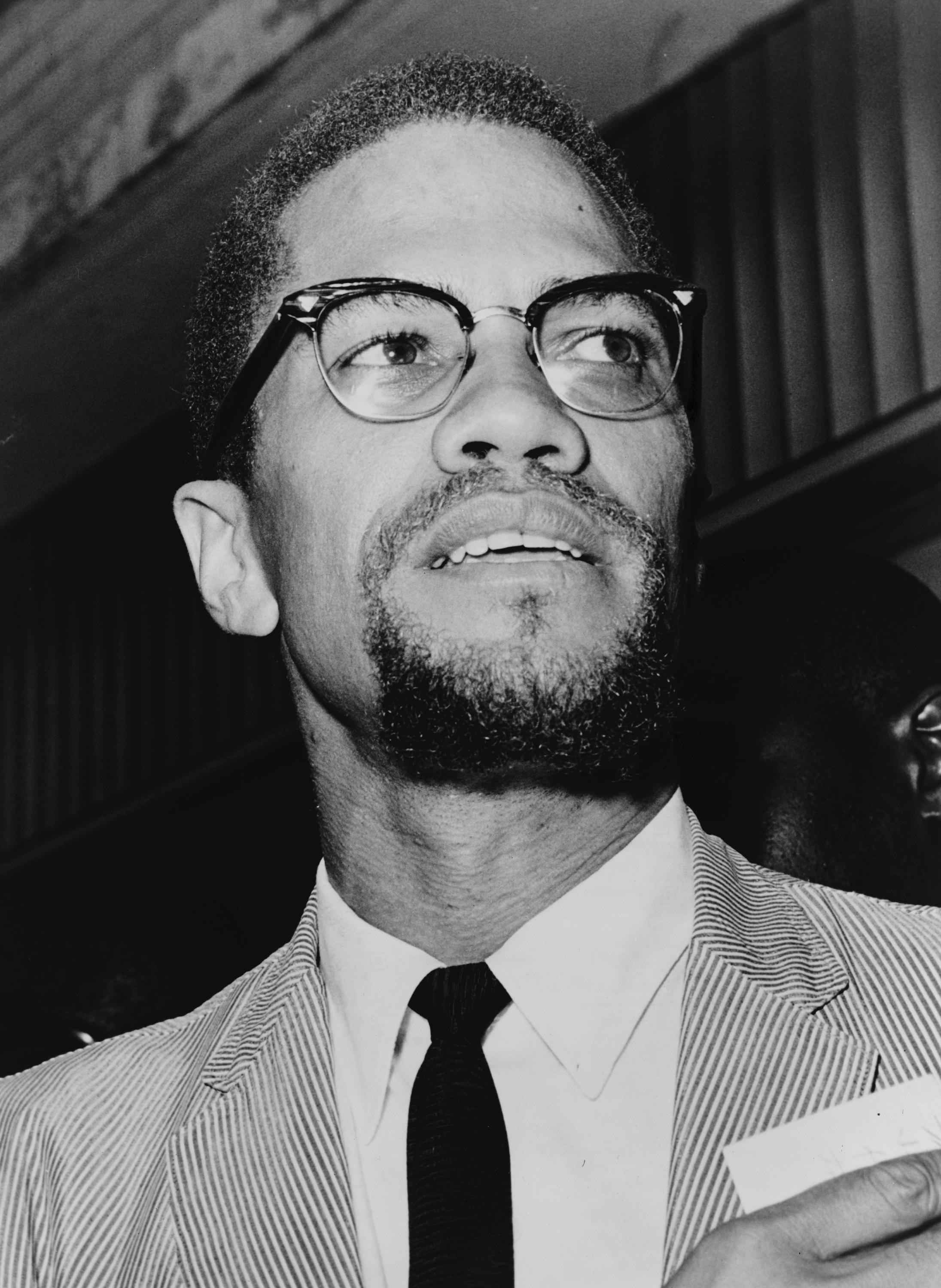
Malcolm X, militant du Mouvement des droits civiques américain.
Donald Trump, président américain
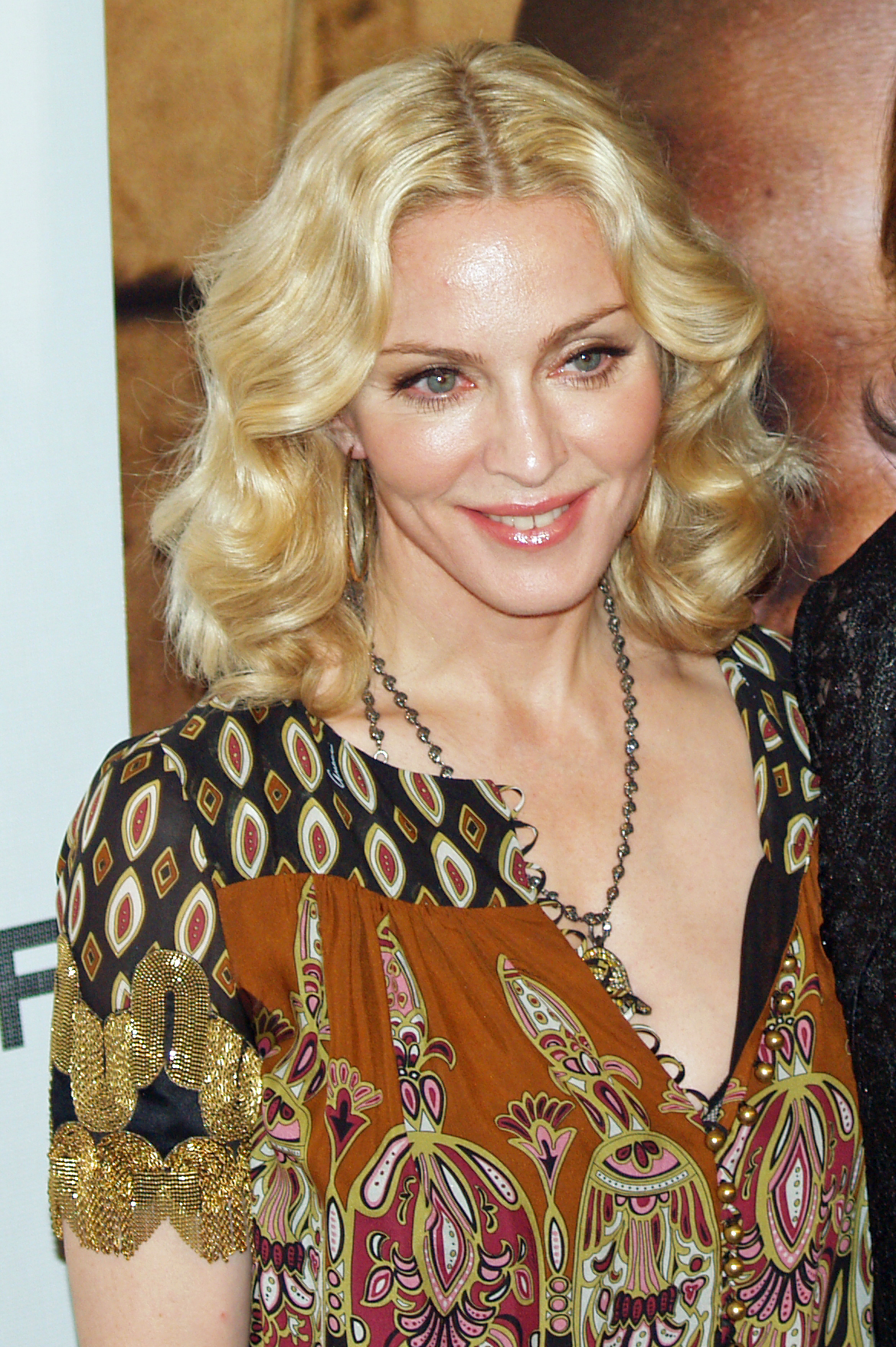
Madonna, chanteuse américaine.
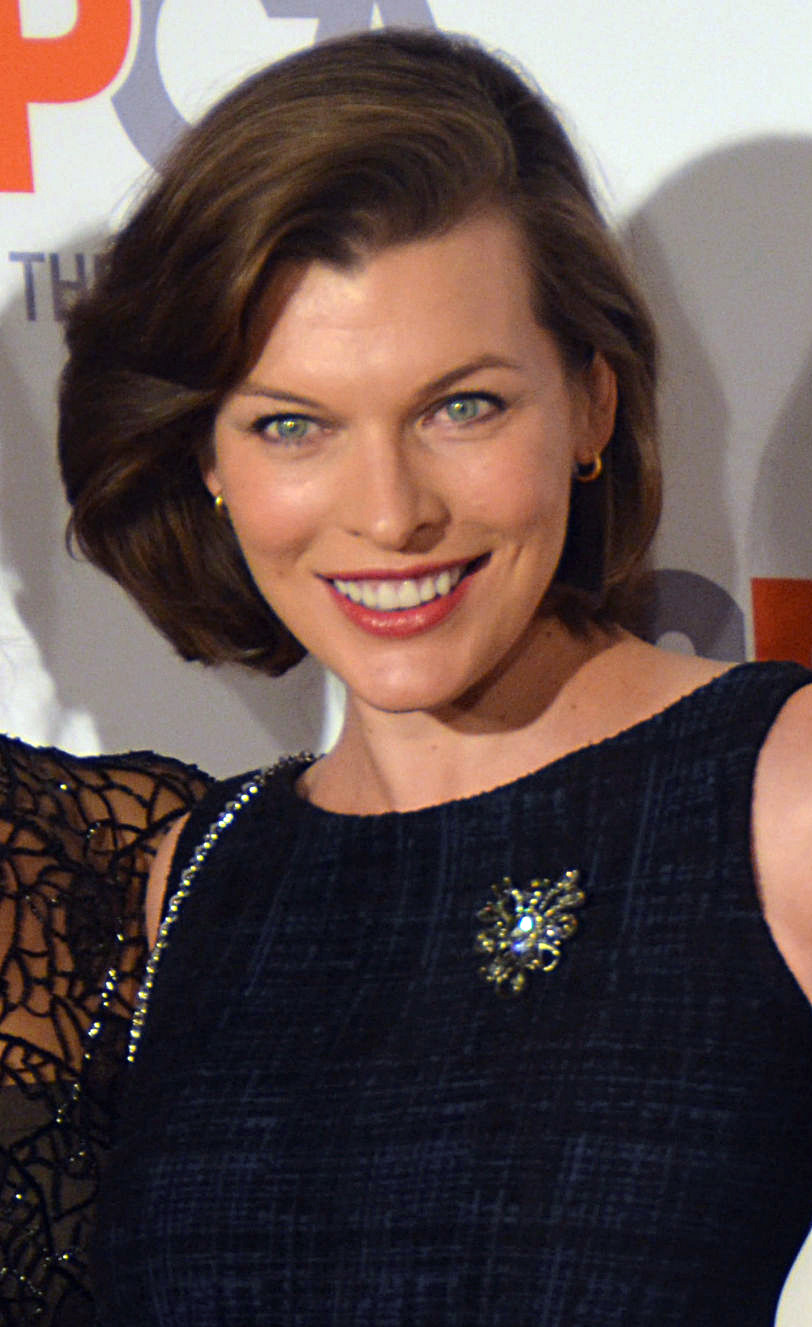
Milla Jovovich, actrice, mannequin et designer russo-américaine.
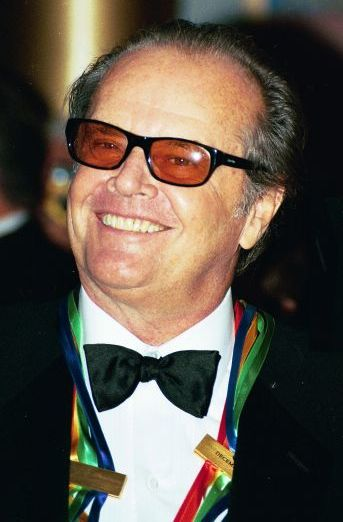
Jack Nicholson, acteur, réalisateur et scénariste américain
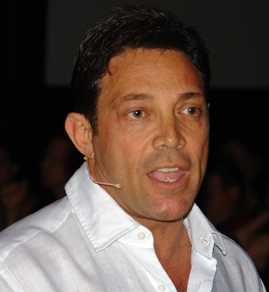
Jordan Belfort, ancien courtier et auteur américain